# 且末男屍
且末男屍是在中國新疆维吾尔自治区且末县扎滚鲁克墓地2号墓出土的一具成年男性木乃伊，也是新疆木乃伊之一。和其他新疆木乃伊一样，且末男屍的面部特征與高加索人種有點像。 且末男屍的年代為公元前1000年，該男子大約在50岁左右時去世 。 他身高176厘米，有著红褐色以及灰色的頭髮，鹰钩鼻以及姜黄色的胡须，臉上還有眉毛。出土時仰身曲肢，身上穿着一件红色斜纹丘尼卡，下身穿著含有类似花呢格紋图案的緊身褲。

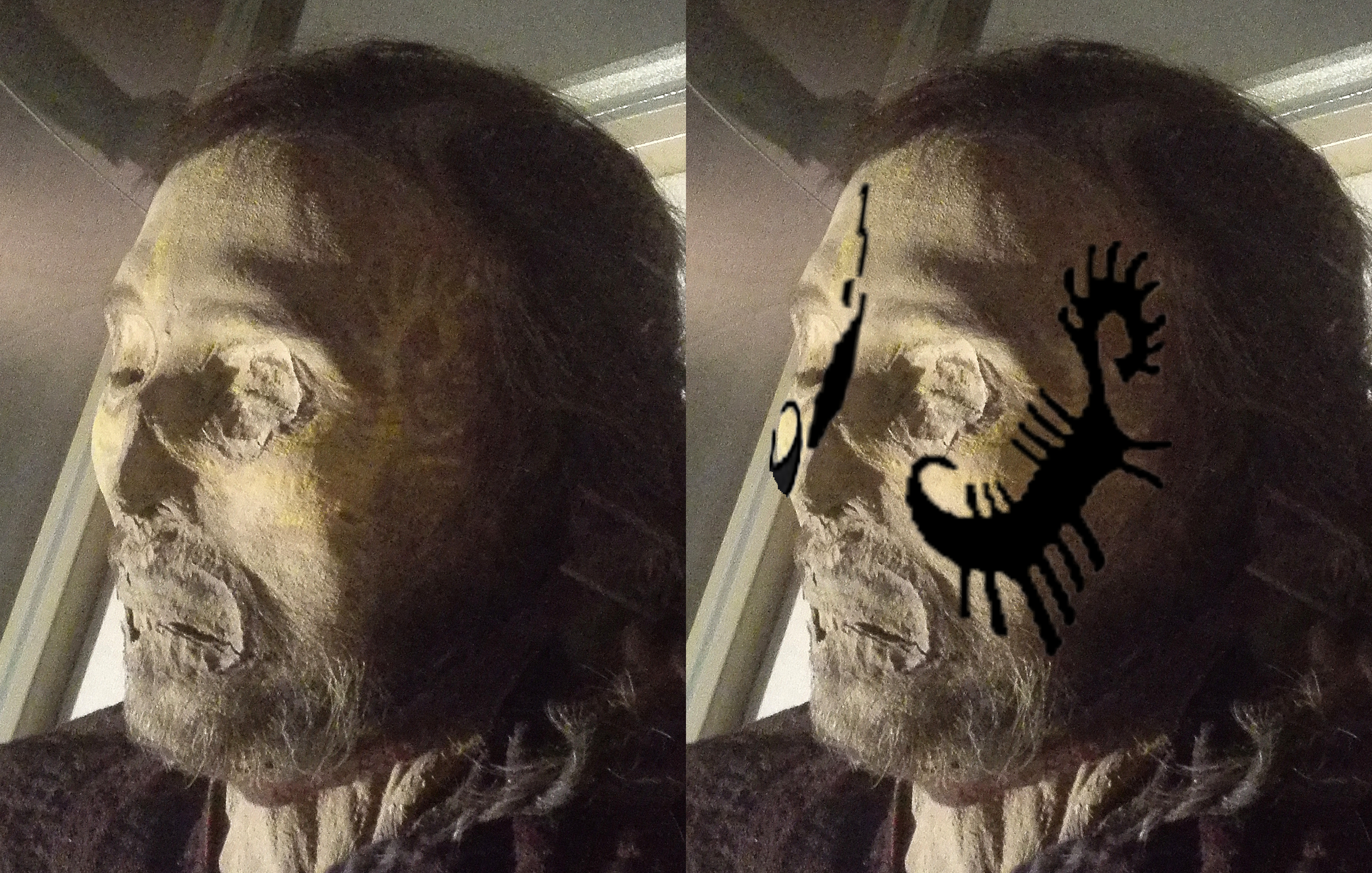
且末男屍的面部。右邊是加工過的照片

## 木乃伊化
且末男屍的墓穴由泥砖砌成，墓顶铺有芦苇和灌木。 
且末男屍所在的墓穴中還埋葬著三名女子，相邻墓穴中還埋葬著一名婴儿  ，他們都是自然形成的木乃伊。與埃及木乃伊不同的是，這些人是暴露在特定环境中後才变成的木乃伊，而古埃及人是刻意將尸體變成木乃伊。